# Friedrich Mohs
Friedrich Mohs   (Gernrode, 29 de gener de 1773 - Agordo, 29 de setembre de 1839) va ser un geòleg i mineralogista alemany.

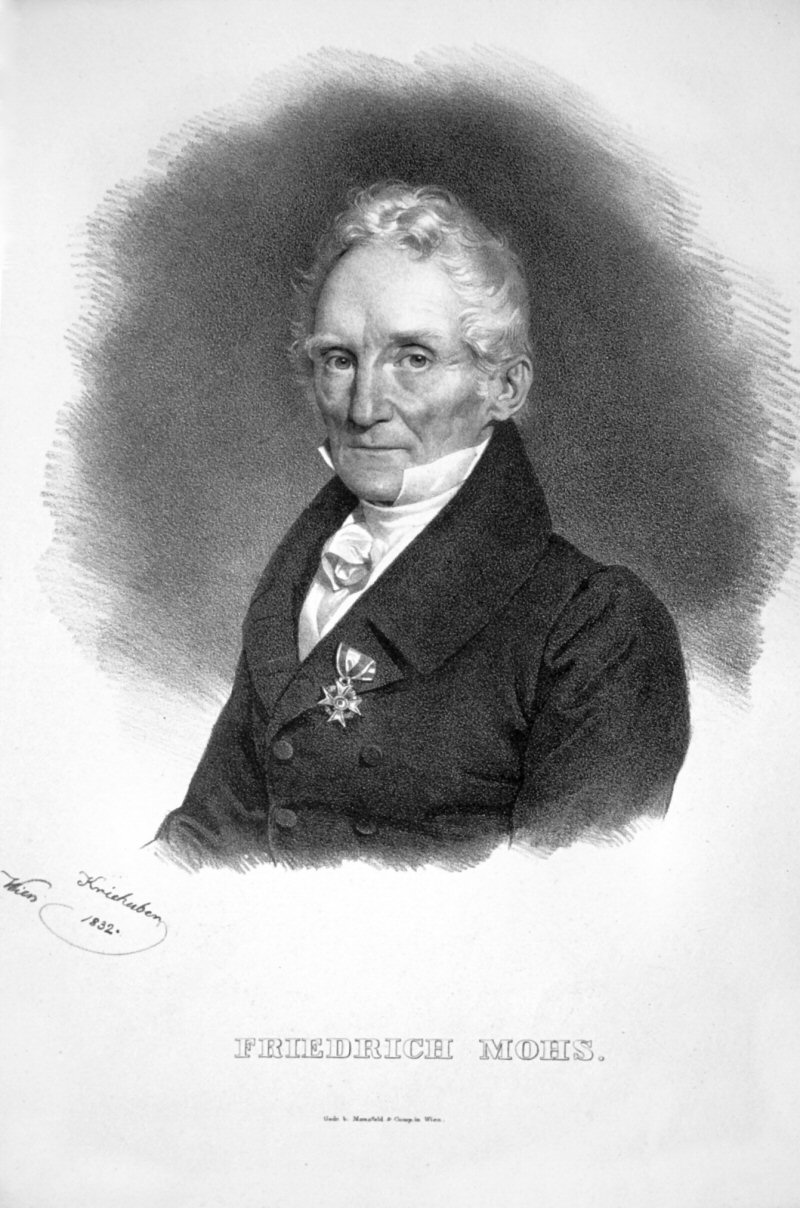
Friedrich Mohs, 1832

Educat a Halle i en l'acadèmia de mines de Friburg de Brisgòvia, va passar després un llarg període en Àustria realitzant estudis de mineralogia, convertint-se en professor de la disciplina en Graz en 1812. En 1818, després de la defunció d'Abraham Gottlob Werner, va ser nomenat catedràtic de mineralogia en l'acadèmia de mines de Friburg. En 1826 es va traslladar a ensenyar a Viena on va ser nomenat, a més, superintendent del gabinet imperial.
El seu treball més important és el "Tractat de Mineralogia" (Grundriss der Mineralogie, 1825) i és recordat per la creació de l'escala de Mohs de duresa que encara s'empra per als minerals.